# Žižkovec

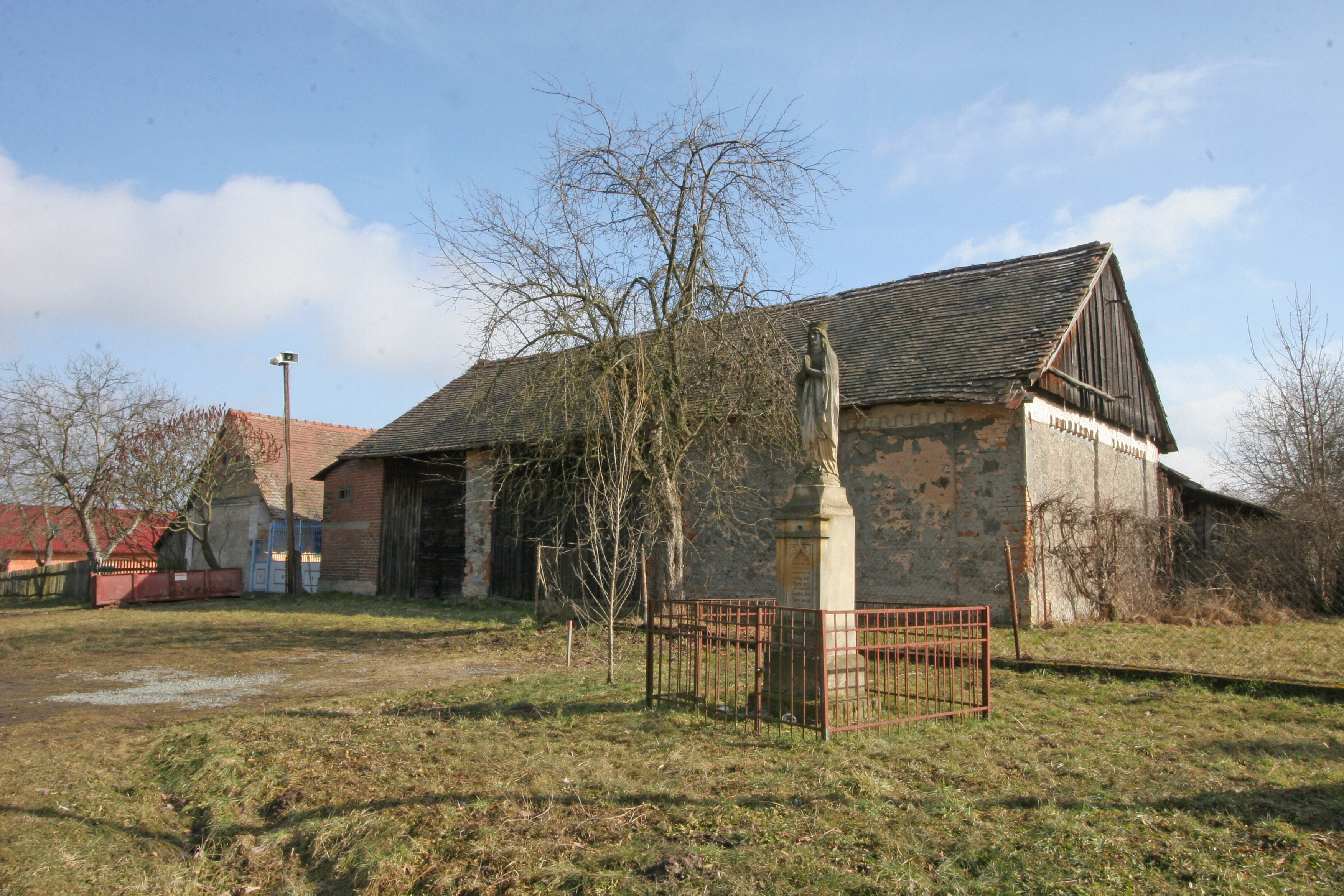
Bildstock

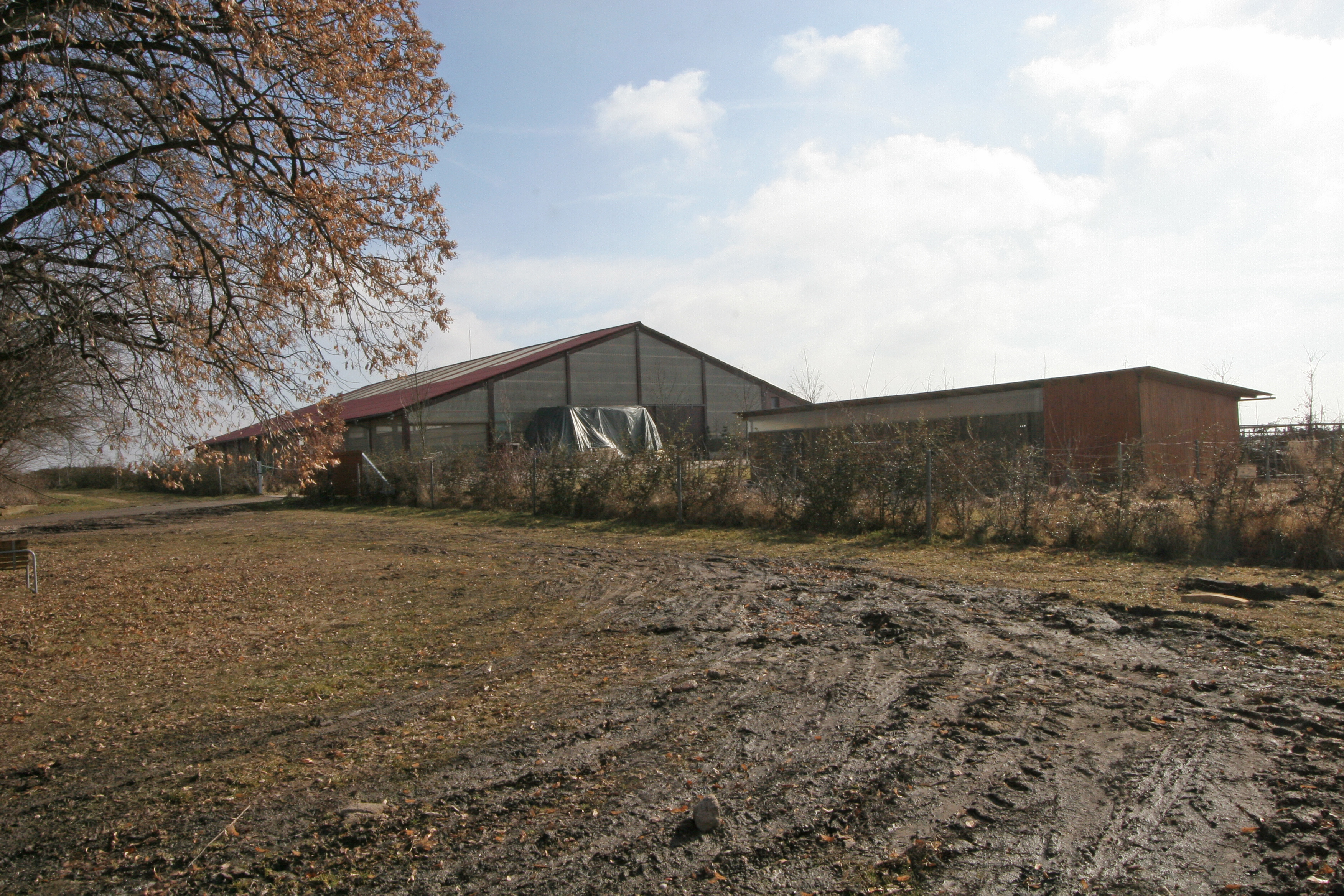
Reiterhof

Žižkovec (deutsch Schischkowetz, auch Schischkowitz) ist ein Ortsteil der Gemeinde Praskačka im Okres Hradec Králové in Tschechien. Er liegt elf Kilometer südwestlich des Stadtzentrums von Hradec Králové.

## Geographie
Žižkovec befindet sich in der Východolabská tabule (Tafelland an der östlichen Elbe). Das Dorf liegt rechtsseitig des Baches Čertůvka über der Einmündung eines kleinen Zuflusses. Nordöstlich erhebt sich der Vrchy (Sedlitz, 251 m n.m.), südwestlich die Skupice (Malhaus, 248 m n.m.). Einen knappen Kilometer südlich verläuft die Dálnice 11/E 67; an der Skupice liegt die Autobahnraststätte Osice.
Nachbarorte sind Hubenice und Urbanice im Norden, Praskačka und Sedlice im Nordosten, Libišany im Osten, Čeperka und Krásnice im Südosten, Staré Ždánice und Plch im Süden, Osice im Südwesten, Polizy im Westen sowie Roudnice im Nordwesten.

## Geschichte
Archäologische Funde belegen eine Besiedlung der Gegend während der Steinzeit; die aufgefundenen Werkzeuge waren aus Gneis gefertigt – einem Gestein, das vor Ort nicht vorkommt.
Die erste schriftliche Erwähnung von Žiškovec erfolgte im Jahre 1729 als Teil des Stiftungsgutes Liebtschan. Dieses war nach dem letzten Willen des Grundherrn Johann Peter Straka von Nedabylic (1645–1720) in die Straka-Stiftung zur Errichtung einer adeligen Ritterakademie für junge verarmte Adelige eingeflossen.
Im Jahre 1835 bestand das im Königgrätzer Kreis gelegene Dörfchen Schischkowitz bzw. Žižkowec aus 8 Häusern, in denen 54 Personen lebten. Schischkowitz war dem Gemeindegericht von Krasnitz unterstellt. Pfarrort war Wositz. Bis zur Mitte des 19. Jahrhunderts blieb Schischkowitz dem Stiftungsgut Liebtschan untertänig.
Nach der Aufhebung der Patrimonialherrschaften bildete Žižkovec ab 1849 einen Ortsteil der Gemeinde Krásnice im Gerichtsbezirk Königgrätz. Ab 1868 gehörte das Dorf zum Bezirk Königgrätz. Im Jahre 1886 erfolgte der Verkauf des Großgrundbesitzes an Johann Nepomuk von Harrach. Zu Beginn des 20. Jahrhunderts wurde alternativ auch Žižkoves als Ortsname verwendet. Auf Anordnung der Linguistischen Kommission in Prag wurde 1920 Žižkovec als amtlicher Ortsname festgelegt. 1949 wurde Žižkovec dem Okres Hradec Králové-okolí zugeordnet; dieser wurde im Zuge der Gebietsreform von 1960 aufgehoben, seitdem gehört das Dorf zum Okres Hradec Králové. Im Jahre 1964 erfolgte die Eingemeindung nach Sedlice, seit 1976 gehört Žižkovec als Ortsteil zu Praskačka. Am 3. März 1991 hatte der Ort 6 Einwohner; beim Zensus von 2001 lebten in den 10 Wohnhäusern von Žižkovec 8 Personen.
Im Ort besteht ein Reiterhof.

## Gemeindegliederung
Der Ortsteil Žižkovec ist Teil des Katastralbezirkes Krásnice.

## Sehenswürdigkeiten
- Bildstock auf dem Dorfplatz
- Glockenturm, Kulturdenkmal[4]